# Hugo Ovelar
Hugo Marcelo Ovelar Irrazábal (n. Concepción, Paraguay, 21 de febrero de 1971) es un exfutbolista y actual entrenador paraguayo. Jugó de mediocampista y militó en diversos clubes de Paraguay, Argentina, Bolivia, Chile y México.
Actualmente dirige al Deportivo Santaní de la Segunda División de Paraguay.

## Selección nacional
Fue seleccionado paraguayo durante la década de 1990, donde participó en dos ediciones de la Copa América. Primero en 1997 en Bolivia y después en 1999 en su país natal Paraguay. En ambas ediciones, su selección quedó eliminada en cuartos de final, pero también participó en las eliminatorias para el mundial de Francia '98, donde su selección clasificó a la cita de Francia, aunque no quedó en la lista definitiva de los 23, que disputaron ese mundial.

## Clubes

### Como futbolista
| Club                 | País      | Año       |
| -------------------- | --------- | --------- |
| River Plate          | Paraguay  | 1989-1990 |
| San Lorenzo          | Argentina | 1990-1994 |
| Guaraní              | Paraguay  | 1995-1997 |
| Cerro Porteño        | Paraguay  | 1998      |
| Santos Laguna        | México    | 1998-2000 |
| Guaraní              | Paraguay  | 2001-2002 |
| Cobreloa             | Chile     | 2003      |
| Sol de América       | Paraguay  | 2004      |
| 2 de Mayo            | Paraguay  | 2005      |
| Sportivo Patria      | Argentina | 2005      |
| La Paz FC            | Bolivia   | 2006      |
| General Caballero SC | Paraguay  | 2006      |

### Como entrenador
| Club                    | País        | Año               |
| ----------------------- | ----------- | ----------------- |
| 3 de Febrero            | Paraguay    | 2009              |
| Sportivo Iteño          | Paraguay    | 2011              |
| Selección de Concepción | Paraguay    | 2013              |
| Pasaquina               | El Salvador | 2016              |
| Municipal Limeño        | El Salvador | 2017              |
| Sonsonate FC            | El Salvador | 2018              |
| Atyrá                   | Paraguay    | 2021              |
| 2 de Mayo               | Paraguay    | 2021              |
| Deportivo Santaní       | Paraguay    | 2022 - 2023       |
| Rubio Ñu                | Paraguay    | 2023              |
| Sportivo Carapeguá      | Paraguay    | 2023 - 2024       |
| San Lorenzo             | Paraguay    | 2024              |
| Deportivo Santaní       | Paraguay    | 2025 - Actualidad |